# محوطه غرا کوه
محوطه غرا کوه مربوط به دوران‌های تاریخی پس از اسلام است و در شهرستان رودسر، بخش رحیم آباد، روستای بلترک واقع شده و این اثر در تاریخ ۲۷ بهمن ۱۳۸۲ با شمارهٔ ثبت ۱۰۹۷۷ به‌عنوان یکی از آثار ملی ایران به ثبت رسیده‌است.